# Bure AB
Denna artikel handlar om stiftelsen och det tidigare skogsindustribolaget, för investmentbolaget se Bure Equity AB.

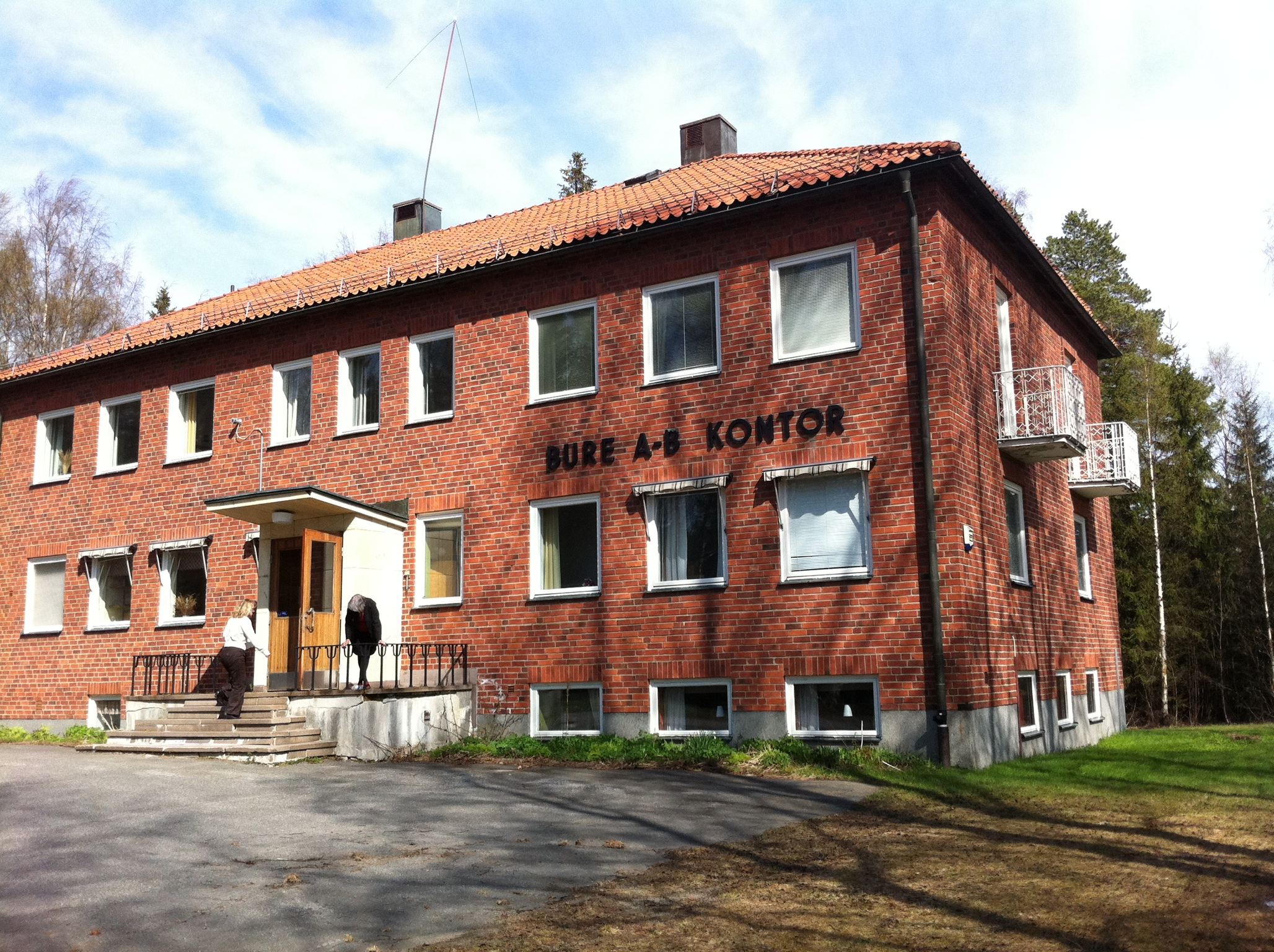
Bure AB:s huvudkontor från 1952, idag Bure Arkiv.

Bure AB var ett skogsindustribolag bildat 1796 som Bure Sågverksintressenter i Bureå i Skellefteå kommun. Tillverkningen vid träsliperiet upphörde 1992. 

## Historik
Det som skulle bli Bure Aktiebolag och under 200 år dominera näringslivet i Bureå startade 1794 när en vattensåg anlades vid herrgården Strömsholm, tre kilometer uppströms Bureälven. Landshövdingens tillstånd lämnades 25 augusti 1794, vilket fastställdes 22 mars 1796 av Kommerskollegium. Sågverkspatron Olof Tjärnström från Umeå stad, startade då tillsammans med delägare ett finbladigt sågverk på platsen. Strömsholms sågverk hade fullt utbyggt två vattendrivna sågramar med vardera åtta sågblad. det sågade virket transporterades med häst och vagn ner till lastageplatsen, som låg på södra stranden vid Bureälvens utlopp. I början av 1800-talet beräknades timmeråtgången till 10 000 träd per år. Timret till sågen var betingat från bönder i Bureå och intilliggande socknar. Dessutom hade man tillstånd att årligen fälla 1 509 träd på kronoallmänningar. Arbetsåret varade så länge vattnet i Bureälven var öppet - vattenhjulet som drev sågen, frös oftast fast i slutet av oktober. Sågverksarbetarna, ett 30-tal män och kvinnor, bodde på sågbacken, där man fortfarande se grunderna efter deras stugor. 
År 1806 erhöll brukspatron Sundbaum, chef för sågen 1799–1833, privilegium för anläggande av ett järnverk. Där skulle tackjärn från Nya Kopparbergs bergslag förädlas. Av detta blev intet, på grund av krig och skövling under Finska kriget. Järnverket blev aldrig färdigt och i stället användes det i mindre skala och svarade för det lokala behovet av järn- och smidesvaror.
År 1842 brann sågen, herrgården och flera andra byggnader. Sågverket förestods då av mamsell Lodin, som var känd som en driftig kvinna. Kort efter branden stod där ett nytt sågverk och, strax norr om det, en ny herrgård. Året efter kunde driften återupptas i en nybyggd såg. Nuvarande herrgård uppfördes 1855 som kontor för Strömsholms sågverk och disponentsbostad för patron Johan Marklund, sågverkets företagsledare mellan åren 1846 och 1898. Herrgården byggnadsminnesförklarades 1988.
År 1873 bildades formellt Bure Aktiebolag som övertog anläggningar och fastigheter. Ett nytt sågverk byggdes på Skäret vid Bureälvens utlopp och där anlades en ångsåg som stod klar 1875 och hade fyra ramar. Driften vid gamla sågen fortsatte fram till 1898, då den revs. Den kvarn som också fanns vid gamla sågen raserades av vårfloden på 1950-talet. Ett helt samhälle växte upp runt det nya sågverket. Längs Skärvägen byggdes arbetarbostäder, affärer och caféer. På insidan av halvön låg sågverket och längst ute på Skäret disponentbostaden, kontoret. År 1908 tillkom ett hyvleri och 1911 ännu en ny ångsåg. Fram till 1907–1909 ägdes företaget av Johan Marklunds arvingar. Åren 1913–1920 förvärvade Forss AB ett antal bruk, sågverk och massafabriker i Skelleftetrakten. Först köptes Sävenäs och Bure AB och 1920 Öhrvikens sulfitfabrik, Öhrvikens AB. Öhrvikens AB hade byggts åren 1906–08 av göteborgsföretaget Ekman & Co ihop med bolagen Sävenäs och Bure AB.
Handlingen i P.O. Enquists roman "Musikanternas uttåg" från 1978 utspelas kring Bure AB:s såg i Bureå under åren 1903–1910.
År 1920 bildades ett nytt bolag med samma namn; Bure Aktiebolag. Det övertog sågen och ca 3 100 tunnland skogsmark. Året därpå,  1921, hade företaget 350 anställda. År 1926 fattades beslut om att uppföra ett träsliperi, som togs i bruk två år senare. I slutet av 1920-talet uppfördes även en pappersmassefabrik. Hyvleriet och lådfabriken brann 1933 och 1941, däremellan brädgården 1936, lilla torken 1941, sågverket 1949 och virkestorken 1954. Efter sågens brand 1949 uppfördes ett nytt verk, som var klart att tas i bruk 1951. När brädgården brann ner 1936 hade bolaget cirka  600 anställda och brädgården var välfylld inför sommarhalvårets planerade utskeppningar. Allt brann upp, inklusive bogserbåtarna Bure I och Bure II. Skadorna uppskattades till över 2,3 miljoner kronor. 
Mo och Domsjö AB övertog samtliga aktier i företaget 1965, med dess industri och skogar. Sågningen upphörde 1972. Genom fusion med moderbolaget 1976 upphörde Bure Aktiebolag. Ett tredje bolag med samma namn bildades för att skydda namnet. Verksamheten med bland annat träsliperi drevs vidare med varierande organisationsformer och namn, till dess att tillverkningen vid träsliperiet slutligen upphörde sommaren 1992.

## Bure Arkiv
Projektet Bure Arkiv bildades 2002 av Gamla Bure AB:s Personalstiftelse, och är sedan 2003 i stiftelseform. Bolagets kontor från 1952, ritat av skelleftearkitekten Birger Dahlberg, blev Bure Arkiv. 
Stiftelsen Bure Arkiv har till ändamål att "stödja och verka för att göra material från den skogsindustriella epoken i Bureå och närliggande områden tillgängligt för forskning och allmänhet, samt att främja etableringen och driften av ett museum över den skogsindustriella epoken i Bureå". Arkivet omfattar perioden 1796–1992 och innehåller drygt 5 000 kapslar. För att underlätta för forskning har delar av arkivet, framförallt protokoll, privata arkiv samt dagsverkslängder, registrerats på dokumentnivå. Kartor, ritningar och även foton finns med i databasen. Allt arkivmaterial ägs av Holmen AB. Arkivet är tillgängligt för forskning av såväl amatörer som för professionella. För att få tillträde till arkivet sker ansökan till Bure Arkiv.